# گاروچوس (ریو گراند دو سول)
گاروچوس (به پرتغالی: Garruchos) یک منطقهٔ مسکونی در برزیل است که در ریو گرانده جنوبی واقع شده‌است. گاروچوس ۷۹۹٫۸۵ کیلومتر مربع مساحت و ۲٬۸۸۶ نفر جمعیت دارد.